# Конрад I (король Бургундии)
Конрад I Тихий (фр. Conrad le Pacifique, итал. Corrado il Pacifico, 922/925—19 октября 993) — король Бургундии (937—993), представитель Первой династии Вельфов.

## Биография
Датой рождения считается 922/925. Вероятно, родился позже, не ранее 930 (если исходить из дат первой женитьбы и смерти).

### Правление
Конрад I, сын короля Рудольфа II и Берты Швабской, стал королём Бургундии в 937 году после смерти отца. Его правление было мирным, за исключением короткого промежутка времени, когда в Бургундию одновременно вторглись арабы и венгры. Конрад умело играл на их противоречиях и стравливал. Затем победил их в сражении.
Когда Оттон I Великий завоевал Италию и женился на сестре Конрада Адельгейде (951 год), тот смог закрепить за собой Прованс, захваченный ещё Рудольфом II.

### Семья

#### Жёны и дети
1-я жена: Аделаида (ок. 935/940 — ок. 963/964). Дети:
- (от 1-го брака) Конрад (Куно) (ум. после 10 августа 966)
- Гизела (ок. 955/960 — 21 июля 1007); муж: ранее 972 года — Генрих II Строптивый (951 — 28 августа 995), герцог Баварии в 955—976 и 985—995 годах

2-я жена: Матильда (943 — 27 января 992), дочь короля Западно-Франкского королевства Людовика IV Заморского и Герберги Саксонской.
- Берта (ок. 964/965 — 16 января после 1010); 1-й муж: с ок. 978/980 года — Эд I (ум. 995), граф Блуа; 2-й муж: с 996/997 года (развод: сентябрь 1001) — Роберт II Благочестивый (972 — 30 июля 1031), король Франции
- Герберга (ок. 965 — 7 июля 1018); 1-й муж: Герман I (ум. ок. 985/986), граф фон Верль; 1-й муж: с ок. 986 года — Герман II (ум. 2/3 мая 1003), герцог Швабии с 997 года
- Рудольф III (ок. 971 — 5/6 сентября 1032), король Бургундии с 993 года
- Матильда (ок. 975 — ?); муж: граф Женевы Роберт или граф фон Дашбург Гуго IX фон Эгисхейм (ум. 1046/1049),

Также Конрад имел как минимум одного незаконного сына от неизвестной наложницы:
- Бурхард II (ок. 965/970 — 22 июня 1030/1031), пробст монастыря Сент-Мориц в Агоне, архиепископ Лиона (979—1030/1031)